# Ribeirão Velha
O ribeirão Velha é um curso de água que corta a zona oeste do município de Blumenau, desaguando no rio Itajaí-Açu e delimitando o extremo ocidental do centro da cidade.

## Galeria

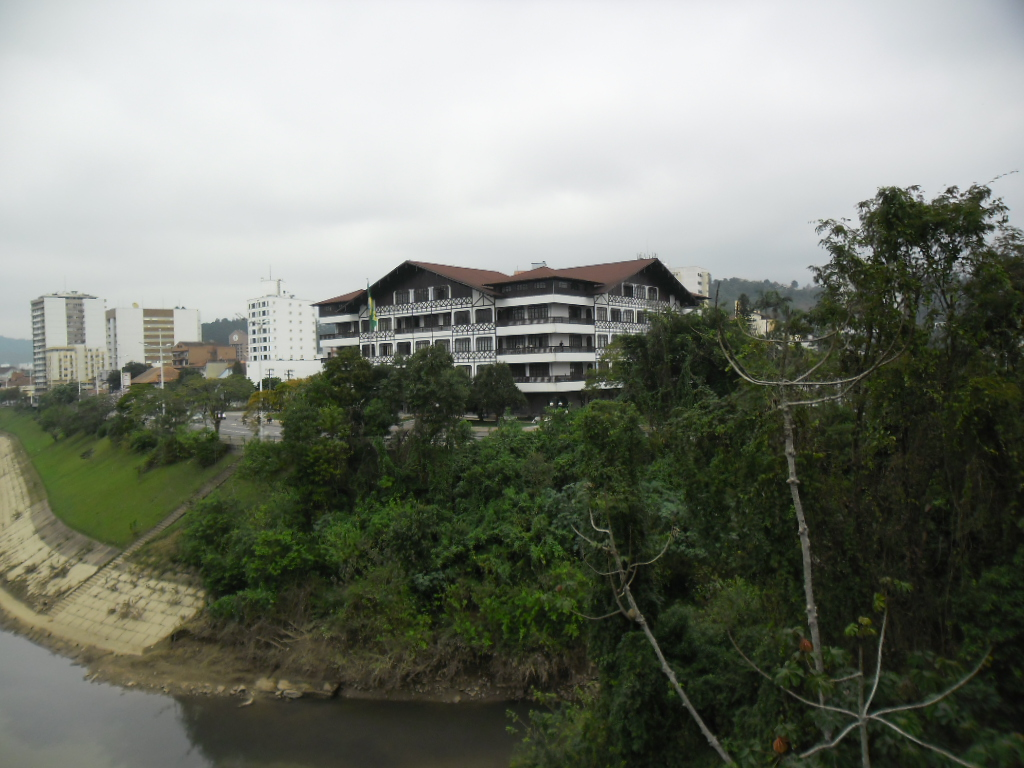
Sede da prefeitura localiza-se próxima à foz do ribeirão Velha
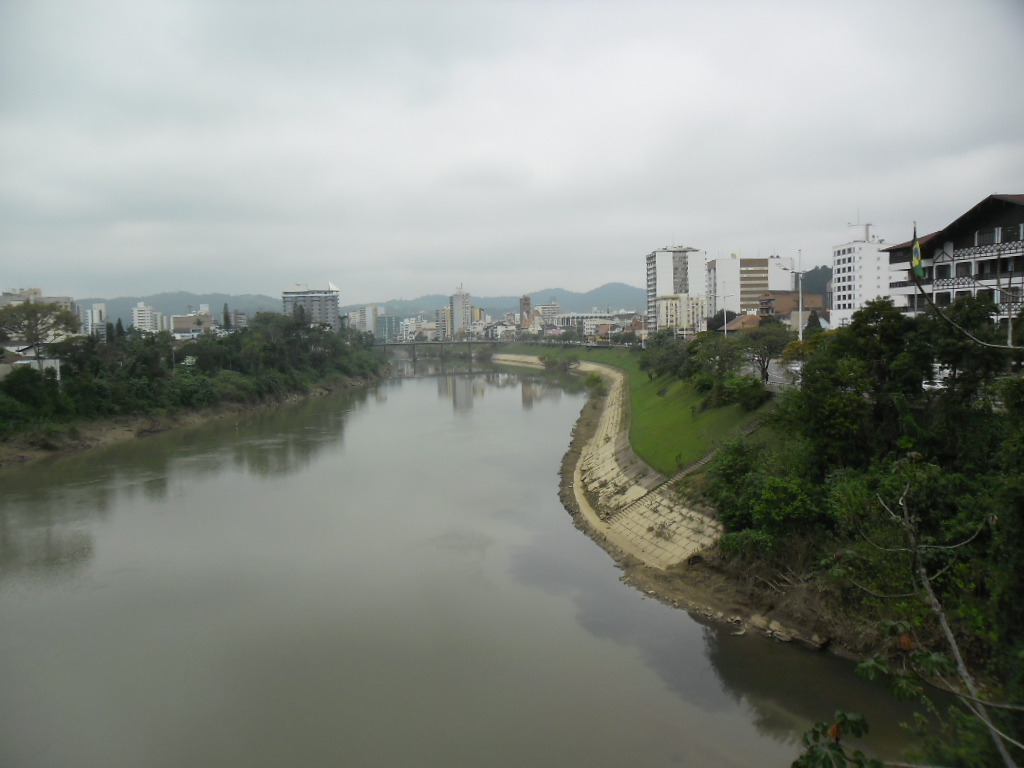
Confluência com o rio Itajaí-Açu